# Tabulae Albertini
Als Tabulae Albertini, auch Tablettes Albertini,  werden die 1928 am Djebel Mrata bei Tebessa in Algerien entdeckten, insgesamt 45 Zedernholztafeln bezeichnet, die vandalische Notariatsakten in lateinischer Kursivschrift aus der Zeit zwischen dem 13. Mai 493 und dem 21. April 496 umfassen (22 Dokumente ließen sich datieren). In den meisten Fällen handelt es sich um Grundstückskäufe bzw. -verkäufe von Land, auf dem vor allem Oliven, Wein und Feigen geerntet wurden, hinzu kommt ein Verkauf einer Olivenpresse. Die Tabulae sind nach Eugène Albertini benannt, dem seinerzeitigen Direktor der Antiquité de l’Algérie, der die Dokumente als erster partiell entzifferte und ihnen eine erste Publikation widmete.
Einer Gruppe französischer Wissenschaftler gelang 1952 die vollständige Transkription der Texte. Die Tafeln werden heute im Musée national des antiquités et des arts islamiques von Algier aufbewahrt. Sie messen zwischen 10 und 26 cm Länge und 2 bis 10 cm Breite und sind in den meisten Fällen auf Vorder- und Rückseite beschrieben. Die 45 Tafeln bilden 34 Dokumente, von denen allerdings nur 13 vollständig erhalten sind.

## Inhalt, Einordnung
Der Inhalt der Urkunden erwies, dass auch in der Zeit des Vandalenreichs die römische Gesetzgebung, in diesem Fall die Lex Manciana aus dem 2. Jahrhundert, weiterhin Bestand hatte. Das Gesetz gewährte Bauern, die bis dahin unbebautes Land bearbeiteten, ein unbefristetes, vererbbares und übertragbares Nutzungsrecht, sofern sie Weinreben, Olivenbäume oder Obstbäume anpflanzten und einen Teil ihrer Ernte an den Grundherrn abführten, der der Eigentümer blieb. 
Die Verwendung von römischen Währungseinheiten wie dem Follis bestand fort. Auch das Fehlen germanischer Namen bei identifizierten Verkäufern, Käufern und Zeugen, die in lateinischer Sprache unterschrieben, wenn sie schreiben konnten, weist in die Richtung großer Rechtskontinuität. In einigen Fällen trugen die in den Dokumenten erscheinenden Männer noch römische Titel, wie magister oder presbyter.
Die Einzelheiten der Transaktionen belegen, dass in der heute steppenartigen Region eine intensive und zugleich differenzierte Landwirtschaft betrieben wurde. Die Verkäufe betrafen Flächen, die in den meisten Fällen mit Olivenbäumen, aber auch mit Feigenbäumen auf kleinen Parzellen bepflanzt waren. Die Größe der Flächen ist dabei nicht angegeben, stattdessen wird nur die Zahl der Bäume genannt, nämlich 37 für die größte Parzelle, einer für die kleinste. Offenbar bestand ein extensives Bewässerungssystem, wie die häufige Nennung von Kanälen und Reservoirs belegt.

## Editionen
- Christian Courtois, Louis Leschi, Charles Perrat, Charles Saumagne: Tablettes Albertini. Actes privés de l'époque vandale (fin du Ve siècle) (= Bibliothèque de l'École des chartes 110). Paris 1952 (Text der kritischen Edition).
- Yves Lassard: Tabulae Albertini XXXIV. The Roman Law Library, 2013.